# Благовещенское (Нижегородская область)
Благове́щенское — село в составе Благовещенского сельсовета Воскресенского района Нижегородской области.

## Расположение
Село расположено на правом берегу Ветлуги, в 17 км к северо-западу от районного центра – поселка Воскресенское, в 140 км к северо-востоку от областного центра — города Нижний Новгород.

## Население
По данным на 2010 год численность жителей составляла 57 чел

## История
Впервые Благовещенское упоминается в писцовых книгах за 1629 год как  починок Перехватов, располагавшийся в вотчине супруги князя Федора Мстиславского. Предположительно, еще в 1628 году здесь была построена церковь Благовещения Пресвятой Богородицы. Позднее за Перехватовым закрепилось название Благовещенское, по названию стоявшего здесь храма.
Около села проходит ранее существовавшая Большая ветлужская дорога.
На месте села в XVII веке находилась застава — как на реке, так и на Большой ветлужской дороге, здесь же существовала переправа на левый берег реки Ветлуги. Вероятно, поэтому починок и получил название Перехватов, которое сохранялось до середины XIX века.
Функции заставы село Благовещенское выполняло и в более позднее время: по данным «Военно-статистического обозрения» за 1843 год, под селом Благовещенским на реке Ветлуге была «лесная застава». Здесь была проверка, контроль и учет всего сплавляемого по Ветлуге леса на Волгу.
В 1705 году церковь в селе сгорела, но уже в 1707 году была построена вновь и имела придел в честь пророка Илии. В 1858 году в Благовещенском была построена однопрестольная церковь Николая Чудотворца, которую расширили в 1898 году.
Благовещенский храм, вероятно, за ветхостью был отстроен заново, но без придела в честь Илии пророка. Церковь освятили в 1880 году. При храме была открыта церковно-приходская школа.
В 1889 году в Благовещенском побывал писатель Владимир Галактионович Короленко, который останавливался в доме  Снежневского Виктора Ивановича, являвшегося делопроизводителем  Нижегородской губернской архивной ученой комиссии на общественных началах. Переправляясь через Ветлугу В. Г. Короленко познакомился с перевозчиком Василием Тюлиным. Эта встреча послужила писателю материалом для рассказа «Река играет», написанного им в 1891 году.
В начале 1900-х годов в селе не раз бывал историк и публицист  Николай Николаевич Оглоблин, который подолгу жил в Благовещенском, а также в  Васильсурске. Н. Н. Оглоблин является автором очерков о ветлужских местах.
По статистическим данным за 1907 год село Благовещенское Варнавинского уезда Костромской губернии при реке Ветлуге располагалось по левую сторону от почтового тракта из города Варнавина в город Семенов Нижегородской губернии, в 59 верстах от уездного города Варнавина. 
В селе было 16 дворов и 109 жителей обоего пола – 54 мужского и 55 женского. На территории села располагались 2 православных церкви, Благовещенское волостное правление, училище.
В начале 1950-х годов Благовещенскую церковь разобрали в связи со строительством школы на церковной территории.
Церковь Николая Чудотворца до 1991 года стояла недействующей и в 1991 году разрушилась из-за ветхости. На её фундаменте построена часовня Благовещения Пресвятой Богородицы.

## Достопримечательности
- Храм-часовня Благовещения Пресвятой Богородицы
- Часовенный столб
- Никольская церковь. Фото В. А. Плотникова, 1909 г. — Фотоархив ИИМК РАН.
- Северный фасад Благовещенской церкви. Фото В. А. Плотникова, 1909 г. из Фотоархива ИИМК РАН.

- Часовня Благовещения Пресвятой Богородицы, построенный на месте разрушенной Никольской церкви.
- Часовенный столб, который расположен на въезде в село Благовещенское.
- Монумент павшим в Великой Отечественной войне, построенный к 100-летию со дня рождения В. И. Ленина.
- Мемориальная доска на доме ученого секретаря комиссии, краеведа  Виктора Ивановича Снежневского, установленная 9 ноября 2013 года. В этом одноэтажном доме в 1888 и 1889 годах летом жил В. Г. Короленко, а в 1902 и 1905 годах останавливался историк, этнограф и публицист Н. Н. Оглоблин.
- Памятный столб на месте переправы через реку Ветлуга, где стояла хижина перевозчика, установлен 9 ноября 2013 года.
- Бабья гора — возвышенность на берегу реки Ветлуги вблизи села. Её название связано с местной легендой: «На горе жили 12 разбойников, а атаманом у них была женщина, которая потом утонула в озере под этой горой и до сего времени сторожит там награбленное добро». Раскопки, сделанные на этой горе Поливановым в 1889 году, показали наличие там поселения XV века.[источник не указан 964 дня]

Поливанов, а в 1936 году писатель Комарович, на основании раскопок Поливанова сделали вывод, что на вблизи села Благовещенское у переправы через Ветлугу было древнее русское поселение на большой дороге, соединявшей Городец с Вяткою в XV веке.

## Транспорт
В селе Благовещенское делают остановки автобусы перевозчика МУП «Воскресенское ПАП», курсирующие между районным центром Воскресенское и сёлами Погатиха и Карасиха.

## Современность
В селе работает база отдыха конного клуба, проводятся выезды скаутов, работает сельский клуб.

### Фотографии
- Клуб «Серая лошадь» Архивная копия от 15 июня 2015 на Wayback Machine
- Колодец. Архивировано из оригинала 9 октября 2016 года.
- Часовня в селе Архивная копия от 5 марта 2016 на Wayback Machine